# Angela Goethals
Angela Bethany Goethals (New York, 20 maggio 1977) è un'attrice statunitense nota al pubblico italiano per aver interpretato il ruolo di Linnie McCallister nel film Mamma, ho perso l'aereo (1990), e per essere un personaggio ricorrente nella serie televisiva 24.
Angela discende da George Washington Goethals, figlio d'immigrati belgi e primo governatore della zona del Canale di Panama.
Sorella di Sara, anch'ella attrice, il padre abbandonò la famiglia quando aveva 2 anni e perciò Angela crebbe solo con la madre.
Dal 2005 è sposata con l'attore Russell Soder, da cui ha avuto un figlio.

## Riconoscimenti
- Young Artist Awards
  - 1989 – Nomination Migliore attrice giovane in un film commedia per Heartbreak Hotel
  - 1991 – Nomination Migliore attrice giovane non protagonista per Mamma, ho perso l'aereo
  - 1992 – Nomination Migliore attrice giovane per Detective coi tacchi a spillo
  - 1994 – Nomination Migliore attrice giovane in una serie televisiva per Phenom

## Filmografia parziale

### Cinema
- Mamma, ho perso l'aereo (1990)
- Detective coi tacchi a spillo (1991)
- Jerry Maguire (1996)
- Spanglish - Quando in famiglia sono in troppi a parlare (2004)
- Behind the Mask - Vita di un serial killer (2006)

### Televisione
- Phenom - serie TV, 22 episodi (1993-1994)
- Boston Public - serie TV, 1 episodio (2003)
- Truffa a Natale - film TV (2003)
- Six Feet Under - serie TV, 1 episodio (2004)
- Senza traccia (Without a Trace) - serie TV, 1 episodio (2004)
- 24 - serie TV, 5 episodi (2005)
- Grey's Anatomy – serie TV, episodio 2x03 (2005)
- CSI: Crime Scene Investigation - serie TV, 1 episodio (2005)
- Crossing Jordan - serie TV, 1 episodio (2006)

## Doppiatrici italiane
Nelle versioni in italiano delle opere in cui ha recitato, Angela Goethals è stata doppiata da:
- Monica Vulcano in Mamma, ho perso l'aereo
- Federica De Bortoli in Jerry Maguire
- Tatiana Dessi in CSI - Scena del crimine